# فريدريك سيغر
فريدريك سيغر هو صحفي وسياسي ألماني، ولد في 1867 في Wollbach ‏ في ألمانيا، وتوفي في 29 أبريل 1928 في لايبزيغ في ألمانيا. نشط حزبياً في الحزب الديمقراطي الاجتماعي الألماني. وقد انتخب عضو في الرايخستاغ في  جمهورية فايمار ‏.